# Лесной концерт (мультфильм)
«Лесной концерт» — советский рисованный мультфильм, который создал в 1953 году режиссёр-мультипликатор Иван Петрович Иванов-Вано.

## Сюжет
Мультфильм, предназначенный для взрослого зрителя, создан по басням Сергея Михалкова «Слон-живописец» и «Две подруги», объединённым танцевально-музыкальными интермедиями.
В начале на экране разыгрывается басня о слоне-живописце, который написал пейзаж, и перед тем, как послать его на вернисаж,
пригласил друзей взглянуть на полотно, но не смог угодить разноречивым вкусам многочисленных критиков, среди которых Слон, Крокодил, Тюлень, Крот, Свинья, каждый из них, постарался добавить к картине своё ви́дение прекрасного. В итоге вместо пейзажа получился ералаш… Создатели мультфильма вместе с поэтом рекомендуют:

Мой друг! Не будь таким Слоном:

Советам следуй, но с умом!

Ведь всем друзьям не угодишь,

Себе же только навредишь.— «Слон-живописец»
Затем, Гусь-конферансье объявляет следующий номер программы — басню о двух подругах — моднице Крысе и Мыши. Придя в гости к Крысе, Мышь с завистью говорит ей о том, как шикарно она живёт, всё у хозяйки обставлено заграничным… Крыса со вздохом говорит 
 …наше кажется мне серым и обычным,

Я лишь заморское к себе в нору тащу

Вот волос из турецкого дивана!

Вот лоскуток персидского ковра!

А этот нежный пух достали мне вчера -

Он африканский. Он от Пеликана!'— «Две подруги»
Финал басни и мультфильма:
 Мы знаем, есть ещё семейки,

Где наше хают и бранят,

Где с умилением глядят

На заграничные наклейки…

А сало… русское едят! — «Две подруги»

## Создатели
- Автор сценария: Сергей Михалков
- Композитор: Александр Цфасман
- Режиссёр: Иван Иванов-Вано
- Художники-постановщики: Михаил Ботов, Анатолий Савченко, Константин Карпов
- Оператор: Николай Воинов
- Звукооператор: Николай Прилуцкий
- Технический ассистент: В. Свешникова
- Монтажёр: Лидия Сазонова
- Художники-мультипликаторы: Фаина Епифанова, Надежда Привалова, Лидия Резцова, Григорий Козлов, Константин Чикин, Владимир Арбеков, Борис Бутаков, Лев Попов, Борис Савков, Татьяна Фёдорова
- Художники-декораторы: Вера Валерианова, Елена Танненберг

## Роли озвучивали
| Актёр             | Роль        |
| ----------------- | ----------- |
| Николай Литвинов  | Кот Мурлыка |
| Юрий Хржановский  | Гусь        |
| Леонид Пирогов    | Крокодил    |
| Эраст Гарин       | Тюлень      |
| Георгий Милляр    | Крот        |
| Мария Миронова    | Крыса       |
| Галина Новожилова | Мышь        |
| Татьяна Струкова  | Свинья      |

## Книжное издание
- Михалков С.В. Лесной концерт. — М.: Астрель, 2012. — 48 с. — (Союзмультфильм представляет...). — ISBN 978-5-271-45634-3.

## Критика
По мнению Дмитрия Бабиченко, сочетание в «Лесном концерте» двух басен Михалкова не получилось органичным, при том, что каждая их басен по отдельности, будучи остроумно сделанными, смотрятся с большим интересом. Изобретательно и очень ясно сделана басня «Слон-живописец», большое внимание уделено актёрскому исполнению и музыке. Действующие лиц обрисованы выразительно и лаконично, каждому из них придан определённый характер, чётко решённый композитором, актёром и художником. Остроумно и зло, с подлинно сатирической трактовкой темы сделана басня «Две крысы». Удачен выбор исполнившей в этой басне главную роль Марии Мироновой.
По мнению Натальи Кривули, «Лесной концерт» является примером мультфильмов 1960-х годов, в которых в качестве иносказания использовался приём замены образов реальных людей кукольными или зооморфными персонажами, помещаемыми в натуралистически реальную среду, являющуюся точно снятой с образа действительности «калькой». Высмеивая человеческие пороки, персонажей наделяли яркими человеческими характерами и полностью вводили в реальную среду обыденной жизни, представляя их управленцами, хозяйками, дирижёрами и наделяя их несвойственными им общественно-социальными ролями, что создавало несоответствие между образами и характерами. По словам Кривули, мастера мультипликации высказали много нареканий о подобном представлении сложных конфликтов через мир «кукольных страстей», усугублённом несоответствием условных персонажей с натуралистическо-реалистической средой их размещения.